# Christine Poniatovska

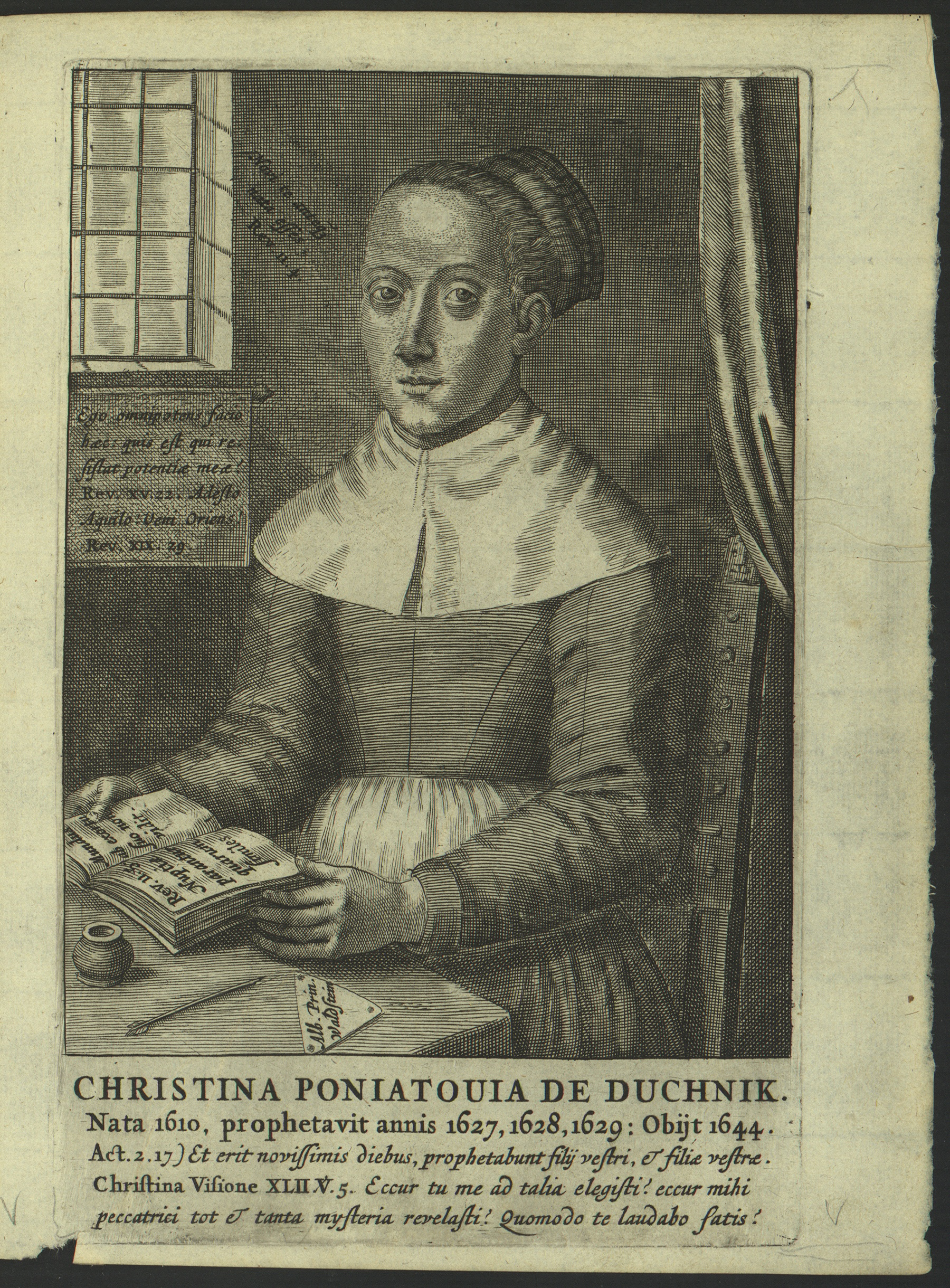
Christina de Duchnik. Stahlstich 1665.

Christine Poniatovska (polnisch: Kristina Poniatowská) (geboren 4. März 1610 in Lessen, Ostpreußen; gestorben am 6. Dezember 1644 in Leszno bei Posen) war eine polnische Schriftstellerin, Prophetin, religiöse Schwärmerin und Seherin.

## Leben
Christine (Christina) Poniatovska, war eine Tochter von Julian Poniatovski de Duchnik, der zu der böhmischen Brüderkirche übertrat, einer evangelischen freikirchlichen Gemeinschaft, die am Vorabend des Dreißigjährigen Krieges noch unter dem Schutz des Majestätsbriefes Rudolfs II. stand und eine verhältnismäßig tolerante Behandlung erfuhr. Ihr Vater diente dieser Kirche als Geistlicher. 1615 wanderten ihre Eltern nach Böhmen aus. Als in der Schlacht am Weißen Berg (1620) die protestantischen böhmischen Stände der katholischen Liga unterlagen, setzte die Verfolgung aller evangelischen Konfessionen in den Ländern der Habsburger Monarchien ein. Ihre Familie wurde 1627 aus Böhmen vertrieben. Christine Poniatovska erhielt 1627 eine Anstellung bei der Baronin von Engelberg auf Schloss Branna. Wie viele andere vertriebene Glaubensbrüder traf am 8. Februar 1628 Johann Amos Comenius in Lissa ein und wohnte mit Christine Poniatovska in einem Haus. 1632 heiratet sie den Prediger der Brüderkirche Daniel Vetter in Lissa. Aus der Ehe gingen zwei Kinder hervor. Sie starb am 6. Dezember 1644 in Lissa bei Posen an Schwindsucht.

## Visionen
Am 12. November 1627 verfiel sie zum ersten Male in einen ekstatischen Zustand, der bis zum Anfang 1629 sich öfter wiederholte. Sie hatte verschiedene wundersame Gesichte. Nach einem besonders starken Anfall am 27. Januar 1629 hielt ihre Umgebung sie für tot und arrangierte schon ihre Beerdigung. Danach erholte sie sich und hatte keine weiteren Erscheinungen mehr. 1629 erschienen ihre Offenbarungen in Verbindung mit anderen ähnlichen Visionen. „Dort hatte sie über dem Schlosshof in Brann eine blutige Rute am Himmel gesehen, deren Stiel gegen Mitternacht, deren Äste aber gegen Mittag gekehrt waren, und deuten in sehr allgemeinen Bildern und Ausdrücken auf eine Macht hin, welche von Mitternacht kommt und die von Mittag herandringenden Feinde, den römischen Kaiser und den Papst, besiegen und vernichten werde.“
Drei Jahre später wurde ein weiteres merkwürdiges Buch veröffentlicht: „Deß mitternächtigen Post-Reutters …“. Dort wurden weitere dreizehn Weissagungen dieses „böhmischen Mägdleins“ genannt. Der schwedische König Gustav Adolf war siegreich in Deutschland vorgedrungen und hatte Tilly in der Schlacht bei Leipzig geschlagen. Die in diesem Buch beschriebenen Weissagungen sind nur verschiedene Variationen ihres ersten Gesichtes vom 12. November 1627. Es wurden in den Erfolgen Gustav Adolfs wenigstens der Anfang der Erfüllung ihrer ‚Vorhersagen‘ erblickt.
Sehr merkwürdig wurde ihr Auftreten gegen Wallenstein bewertet. In einem ihrer Gesichte erhielt sie den Auftrag, „einen Brief, welchen ihr der Herr dictiren würde, an den damaligen kaiserlichen General und bekannten Tyrannen, den Fürsten von Wallenstein, zu schreiben, ihn mit drei Siegeln zu versiegeln und selbst nach Gitschin zu bringen und entweder ihm oder seiner Frau zu übergeben“. In der Tat überreichte sie dieses Schreiben am 25. Januar 1628, ‚da Wallenstein selbst nicht zu Hause war, der Fürstin, vernahm aber während eines ekstatischen Anfalles, welcher sie in Gitschin befiel, die Weisung des Herrn, „eilends wieder weg zu gehen, weil dieses Haus seiner Gegenwart nicht werth wäre.“ Wallenstein scherzte über die Sache: „Mein Herr, der Kaiser, kriegt allerlei Briefe von Rom, Konstantinopel. Madrid u. s. f., ich aber gar aus dem Himmel.“ Am 12. Dezember aber sah die P. in einem Traume, „wie Wallenstein in einem blutigen Talar spazieren ginge und bald auf einer Leiter in die Wolken steigen wollte, aber nach Zerbrechung derselben auf die Erde fiele. Da er denn ausgestrecket gelegen und aus dem Munde gräuliche Flammen gespyen, aus dem Hertzen aber Blut, Pech, Gifft und dergleichen ausgeschüttet, biß bei einem schrecklichen Gebrülle ein Pfeil vom Himmel herabgeflogen und sein Hertz getroffen. Hierzu habe ein Engel gesagt: ‚Diß ist der Tag, davon der Herr gesaget hat, daß er diesem Bösewicht zum Ziel gesetzet sei, in welchem, wo er sich nicht bekehre, er umkommen solle, ohne alle Barmhertzigkeit.‘“ Der „mitternächtige Post-Reutter“ von 1632 nannte diese Vision nicht, aber als Wallenstein 1634 tatsächlich in Eger ermordet wurde, sah man ihre Weissagung erfüllt.
Eine größere Aufmerksamkeit gewannen diese Weissagungen dadurch, dass der berühmte Comenius ihren Texten ein besonderes Interesse zuwandte und dadurch zugleich eine allgemeinere Aufmerksamkeit auf sie zog. Comenius berichtete, dass er sechzehn Weissagungen von Visionären erhalten habe, die er persönlich gekannt habe. Die drei wichtigsten waren für ihn Christoph Kotter, Nikolaus Drabik und die Poniatovska. Das Kleeblatt ihrer Weissagungen veröffentlichte er in Amsterdam 1657 unter dem Titel Lux in tenebris, auszugsweise 1659 („Historia revelationum Christopheri Kotteri, Christinae Poniativiae, Nicolai Drabicii“) und zuletzt 1665 unter dem Titel „Lux e tenebris, novis radiis aucta cet“. Comenius wurde durch seine Verteidigung dieser Visionäre in verschiedene Streitigkeiten verwickelt.
Ihr Vater, Julian Poniatovski de Duchnik, war einer der wenigen in ihrer Umgebung, der nicht an ihre Prophezeiungen glaubte.

## Werke
- Göttliches Wunderbuch. I. Himlische Offenbahrungen und Gesichte einer gottfürchtigen Jungfrawen auß Böhmen  vom Zustand der Christlichen Kirchen. II. Propheceyungen Klagreden und ernstliche Bußvermahnungen eines frommen Christlichen Mägdleins zu Cottbus in NiederLausitz. III. Christliche Sprüche und schrifftmäßige geistreiche Reden einer gottsehligen Jungfrawen im Fürstlichen Frawenzimmer zu Stettin in Pommern. Erstlich eintzelen außgangen an jetzo aber zusammen getragen. 1629. Digitalisat